# تشاريوتير (دبابة)
دبابة تشاريوتير (بالإنجليزية: Charioteer Tank) ويُطلق عليها أيضًا دبابة إف في 4101 ذات المدفع المتوسط تشاريوتير هي دبّابة فرسان ومدمِّرة دبّابات بريطانيّة، بدأت في الخدمة بالقوّات المُسلَّحة البريطانيّة في فترة ما بعد الحرب العالمية الثانية، وتحديدًا في الخمسينيّات من القرن العشرين كتطوير لدبّابة كرومويل البريطانيّة، واستخدمتها لاحقًا عدّة قوّات أوربيّة وعربيّة.

## التاريخ
قامت عدة شركات بإنتاج 442 دبّابة من نوع تشاريوتير منذ 1953 هي روبنسون وكيرشاو، دكنفيلد، وتشيشاير، وذلك لتكون بديلاً عن دبّابة كرمويل. وقد استخدمتها القوّات البريطانيّة، بالإضافة إلى القوّات الفنلنديّة والنمساويّة. أما في الشرق الأوسط، فقد استخدمها الجيش الأردني في الخمسينات ثم بيعت لاحقًا للبنان، حيث استخدمتها لاحقًا عدّة أطراف في الحرب الأهليّة اللبنانيّة. وقد شاركت الدبّابة أيضًا في حرب 1967 وعملية الليطاني جنوب لبنان عام 1978.

## المستخدمون
- الأردن
- فنلندا
- لبنان - استخدمتها عدة أطراف بالحرب الأهليّة اللبنانية.
- المملكة المتحدة
- منظمة التحرير الفلسطينية - سيطر الفدائيون على عدد منها في لبنان.
- النمسا